# Jay O. Sanders
Jay Olcutt Sanders (Austin (Texas), 16 april 1953) is een Amerikaans acteur.
Sanders is geboren in Austin als zoon van Phyllis Rae (geboren Aden) en James Olcutt Sanders. Hij is bekend door het spelen van advocaat voor de maffiafiguur Steven Kordo in de detectiveserie die draaide van 1986 tot 1988 op NBC, Crime Story. Hij is ook bekend als verteller in de serie Wide Angle van 2002 tot 2009 op PBS en ook als verteller voor een aantal afleveringen van de Amerikaanse serie Nova waarmee hij begon in 2007.